# Mao (República Dominicana)
Mao es un municipio de la República Dominicana, que está situado en la provincia de Valverde.

## Etimología
La palabra Mao es de origen taíno y significa Tierra entre ríos, ya que el municipio está entre el río del mismo nombre al suroeste, el río Yaque del Norte al norte y el río Gurabo al oeste.

## Localización
Es el municipio cabecera y está situada al noroeste de la República Dominicana.
Mao es actualmente la ciudad más importante de la Línea Noroeste, la capital  mundial del banano orgánico, la segunda en producción de arroz del país,  y la décima población de la República.

## Límites
Municipios limítrofes:
|                                           | Norte: Laguna Salada, Esperanza y Bisonó |                                  |
| Oeste: Guayubín y San Ignacio de Sabaneta |                                          | Este: Santiago de los Caballeros |
|                                           | Sur: Monción y San José de las Matas     |                                  |

## Demografía
La ciudad de Mao tiene una población de 49 475 habitantes según los datos del censo del 2002.
La ciudad de Mao tiene una población de 106 818 habitantes según los datos del censo del 2023.

## Distritos municipales
Está formado por los distritos municipales de:
| Nombre     | Código   |
| ---------- | -------- |
| Mao        | 04270101 |
| Ámina      | 04270102 |
| Jaibón     | 04270103 |
| Guatapanal | 04270104 |

## Hidrología
La provincia Valverde tiene un sistema hidrográfico compuesto por el río Yaque del Norte, que atraviesa su territorio y sus afluentes ríos Mao y Amina, así como una cantidad considerable de canales de riego.
El canal más conocido y el de más antigüedad es el Luis Bogaert, construido en el año 1918.

## Historia
El municipio fue habitado inicialmente por agricultores que procedieron de Monte Cristi y otros lugares cercanos, que llegaron por una parte, atraídos por la feracidad de las tierras contenidas en inmensas llanuras rodeadas por un río caudaloso que bañaba sus tierras y por otra en virtud de una orden de la Corona de España (Devastaciones de Osorio), en la que fueron destruidas entre otras, las Villas de Monte Cristi y Puerto Plata en el año 1606. Habitantes de esas destruidas Villas fundaron hatos y haciendas en el interior de la isla, huyendo del rigor de la ley y alejándose de los pueblos destruidos. Entre esos hatos fue fundado el de Maho, que fue establecido a orillas del río de su nombre, en la región donde más tarde debía nacer un caserío que habría de ser asiento del poblado de Mao.
En 1844, en la guerra de Independencia, los habitantes del municipio constituyeron un batallón con el nombre de "Entre los Ríos", que dio pruebas, en las diferentes batallas que se libraron, de su bravura y amor a la patria.
En 1863, en la guerra de Restauración, prestaron también los maeños importantes servicios.
La ciudad de Mao fue oficialmente erigida a municipio el día 10 de julio del año 1882 mediante el decreto número 2038 por el presidente de entonces Fernando Arturo Meriño, instalándose el mismo año el primer ayuntamiento.
En 1904, un decreto del Presidente Carlos Morales Languasco, cambió el nombre de Mao por el de Valverde, para perpetuar la memoria del Prócer General José Desiderio Valverde, uno de los principales paladines de nuestra gloriosa Independencia.

## Economía
El municipio fue testigo de las primeras cosechas de arroz en suelo dominicano gracias al belga Bogaert y a su hijo Alberto, quienes  sembraron 10 tareas de tierra en el año 1919, dando inicio a una actividad que hoy en día es muy importante para el desarrollo de la provincia Valverde y fundamental para el desarrollo del municipio de Mao.

### Agricultura
La provincia Valverde tiene una economía basada fundamentalmente en la agricultura, con más de 300,000 tareas cultivables, pues su territorio está enclavado en el valle del Cibao Occidental. El principal cultivo de la provincia es el arroz y luego el guineo, que se exporta por el puerto de Manzanillo. Además de los rubros mencionados, en la provincia Valverde se cultiva la cebolla, plátano, habichuela y maíz.

## Urbanismo
El municipio fue evolucionando desde su origen hasta su forma actual de la siguiente manera: como los moradores de Monte Cristi y Puerto Plata, después de las devastaciones del Gobernador Osorio, no podían acercarse a esas villas, ni tampoco querían abandonar sus pertenencias para trasladarse al este, optaron por vivir escondiéndose de los españoles y para eso tomaron las zonas internas de la isla, donde existían mejores condiciones naturales su agricultura y su ganados.
Como vestigios del origen hatero de este pueblo, aquí todavía existen lugares que llevan el nombre de hato: a) Hatico b) Hato del Yaque c) Hato Nuevo d) Hato Viejo e) Hato del Medio. En el año 1869 fue inaugurada, en la entonces Sección de Santa Cruz en Maho, la primera iglesia, construida en Madera.
El primer parque de recreo, Amado Franco Bidó, fue inaugurado en el año 1908 con el nombre de Dolores. La llegada al Municipio del Ing. Luis L. Bogaert y su familia marcó un punto decisivo en el desarrollo de su agricultura y ganadería.
Construyó el primer canal de riego de toda la zona, el cual incrementó de una manera rápida los productos agrícolas y el ganado, pues el agua fue llevada a tierras antes improductivas por falta de este líquido. Este fue inaugurado en el año 1918 en el periodo de la influenza (epidemia).
El 24 de septiembre de 1933, fue inaugurado el primer puente colgante sobre el Río Yaque del Norte, en el paso de Guayacanes. Este fue el primer puente colgante que se construyó en el país, y el más alto de las Antillas.
En este municipio están las oficinas regionales de Salud Pública, Educación, Obras Públicas, de Desarrollo de la Comunicad, Agricultura e Instituto Agrario Dominicano, entre otras; también, están las del obispado o diócesis, el Instituto para el Desarrollo del Noroeste (INDENOR), Proyecto para el Desarrollo del Noroeste (PROLINO), Centro Universitario Regional del Noroeste de la UASD, Asociación Nacional de Ahorros y Préstamo, etc. El Ejército Nacional, también tiene su principal asiento en el municipio, representado en la 4.ª Brigada de Infantería, la que a su vez está constituida por el 9.º. Batallón “Macheteros Gral. Santiago Rodríguez” con sede en la "Fortaleza Gral. Benito Monción”, y el 10.º. Batallón de Dajabón “Gral. Fernando A. Sánchez” con asiento en la Fortaleza de la ciudad fronteriza.